# 一江春水向东流 (1947年电影)
《一江春水向东流》一部拍摄于1947年的中國電影，分为《八年离乱》和《天亮前后》上下两集。白杨、陶金、舒绣文、上官云珠等都参加了这部电影的演出。
这部电影1947年10月在上海公映后连映3个多月，创下1949年前国产片的最高上座纪录。观众的人数达70多万人，占当时全上海市人口的14.39％。

## 故事情节
上海某纱厂女工素芬，在夜校读书时结识教师张忠良，与其结为夫妇。婚后一年，抗战爆发 ，素芬与忠良的孩子出生，取名抗生。忠良参加救护队，奉命随军转移。素芬则和婆婆及孩子回到家乡居住。忠良在南京险遭人枪杀，后又被敌人俘虏，备尝艰辛。家乡沦陷后，忠良的弟弟忠民及其在乡村小学的同事婉华加入了游击队；素芬带着孩子和婆婆逃回上海。素芬来到难民收容所照管孤儿。忠良逃出日军的关押，辗转抵达重庆，却流落街头，他去求助于在战前已认识的交际花王丽珍，王为忠良在其干爸庞浩公开设的公司里谋得一职。后忠良与王丽珍同居，成为庞浩公的私人秘书。素芬在上海与婆婆挤在一个残破不堪的晒台阁楼忍受着煎熬。不久，难民收容所因日军强占而结束。素芬与婆婆为生活所迫，随着贫民，顶风去封锁区贩米，被日军发现后被驱入水塘监禁。抗战胜利后，张忠良回到上海，住在王丽珍的表姐何文艳家里， 又与何文艳关系暧昧。这时，素芬为生活所迫，去何家帮佣。一日，何文艳举行家宴，忠良和王丽珍翩然起舞 。当素芬认出忠良时，一阵心酸，失手打落杯盘，四座哗然。素芬从混乱中逃出。翌晨回家，接忠民来信，喜报已与婉华结婚，在根据地工作，并向兄嫂祝福，素芬读信，泣不成声，始把实情禀告婆婆。婆婆愤极，即携素芬母子来找忠良。老母声泪俱下，力劝忠良不应喜新厌旧。此时王丽珍从楼上直冲下来，猛掴忠良耳光，极尽撒泼之能事。忠良慑于淫威，唯唯诺诺，不敢吭声。素芬在绝望中奔至江边，纵身投进了黄浦江。老母坐在江边号啕痛哭。全剧最终以悲剧结束。

## 主要角色
- 素芬：白杨飾
- 張忠良：陶金飾
- 王麗珍：舒绣文飾
- 何文艷：上官云珠飾
- 張忠民：高正飾